# 胡桃
胡桃又稱核桃、羌桃、合桃、萬歲子，為胡桃科胡桃屬（Juglans）植物的统称，原产于中亚地带。胡桃可食用的部分为其果核中的种子，稱為核桃仁，多采用普通胡桃的种子。據說張騫將該物種引入中國。
核桃和胡桃實際上有所差異。
胡桃 Pecan。
顏色： 深咖啡色。
外型：長條狀、有縱向皺摺。
營養價值：不飽和脂肪酸、維生素A,B,E、微量元素（鈣、鎂、磷、鐵、鋅）、蛋白質。
口感： 淡淡的奶油香、鬆脆。

核桃 Walnut。
顏色：淺棕色。
外型：形如大腦。
營養價值：不飽和脂肪酸、維生素A,B,E、微量元素（鈣、鎂、磷、鐵、鋅）、蛋白質。
口感：爽脆、微微的乾澀。

## 形態
羽狀複叶，花为穗状花序，有树脂，小枝中空，内有片状髓心，雌雄同株。胡桃果实为核果，其肉质果皮内有果核，果核外层的硬壳称为核壳（常称核桃壳），果核内部有木质隔膜及种子，种子即为核桃仁。种子的种皮呈淡黄色或黄褐色，味涩、微苦，被覆其内的乳白色子叶。果实汁液见空气后，氧化变黑色，如果用手去掰果皮，会使手沾黑，不容易洗掉，但干燥后肉質硬皮就会变成纤维狀。
但，另有学者 Zomlefer, W. B. 称：果实的绿色肉质硬皮（husk）乃由總苞 (involucre) 與花被合生發育而成（此硬皮一般習稱果皮），而绿色“果皮”内部是种子（一般习称坚果），种皮则通称核桃壳，其子叶则通称核桃仁（英维无此引注）。

## 种类
- 胡桃组(Juglans sect. Juglans)的物种，皮薄果肉大，多用于食用，如普通胡桃。

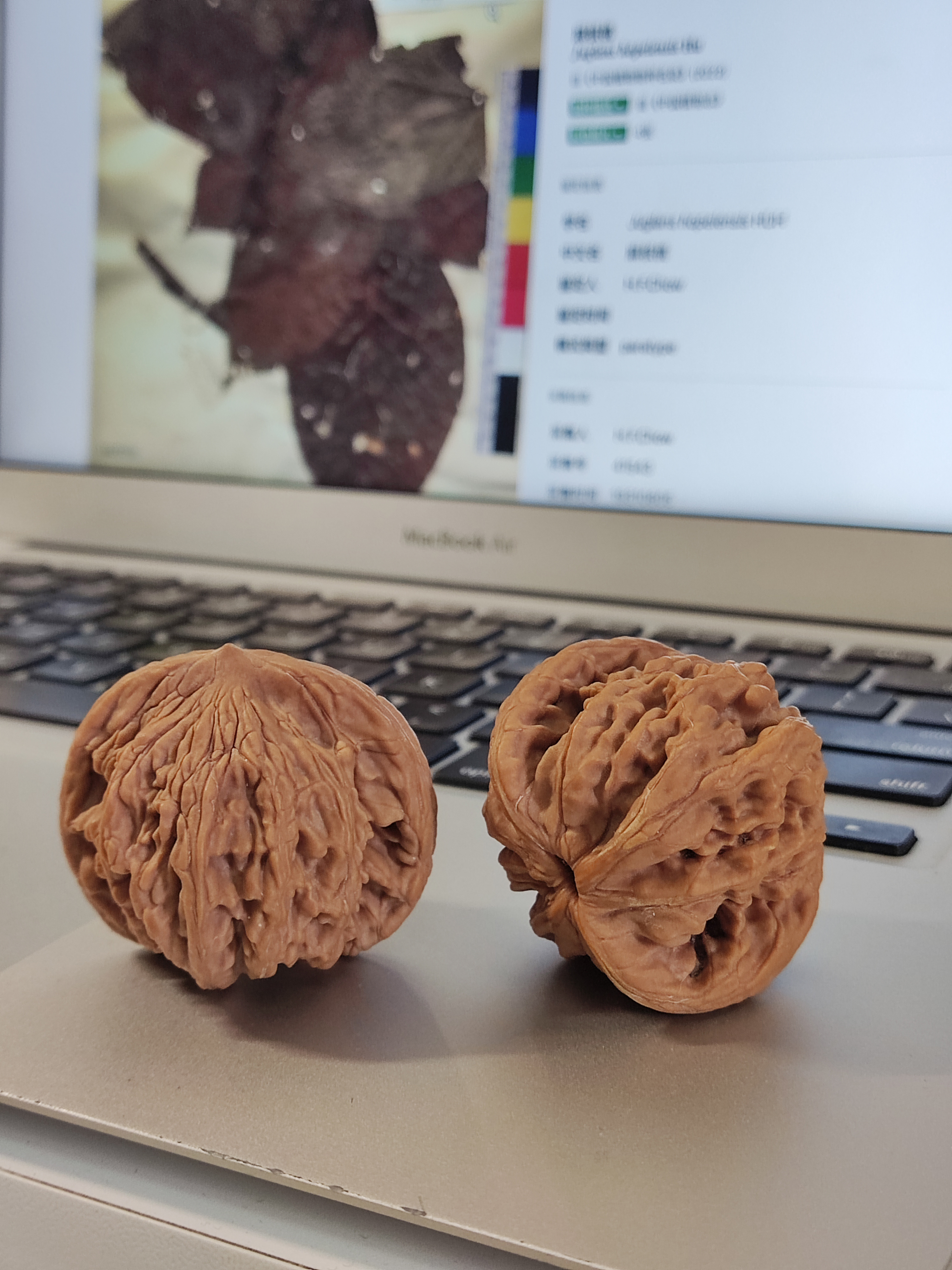
一对新下树的“白狮子头”麻核桃果核

- 一对新下树的“白狮子头”麻核桃果核胡桃楸组的物种，皮坚硬纹理多，果肉小，多用于制作文玩核桃，如麻核桃。

胡桃属包括以下物种：
- 樗叶胡桃 Juglans ailantifolia
- 姬核桃 Juglans cordiformis
- 麻核桃 Juglans hopeiensis
- 魁胡桃 Juglans major

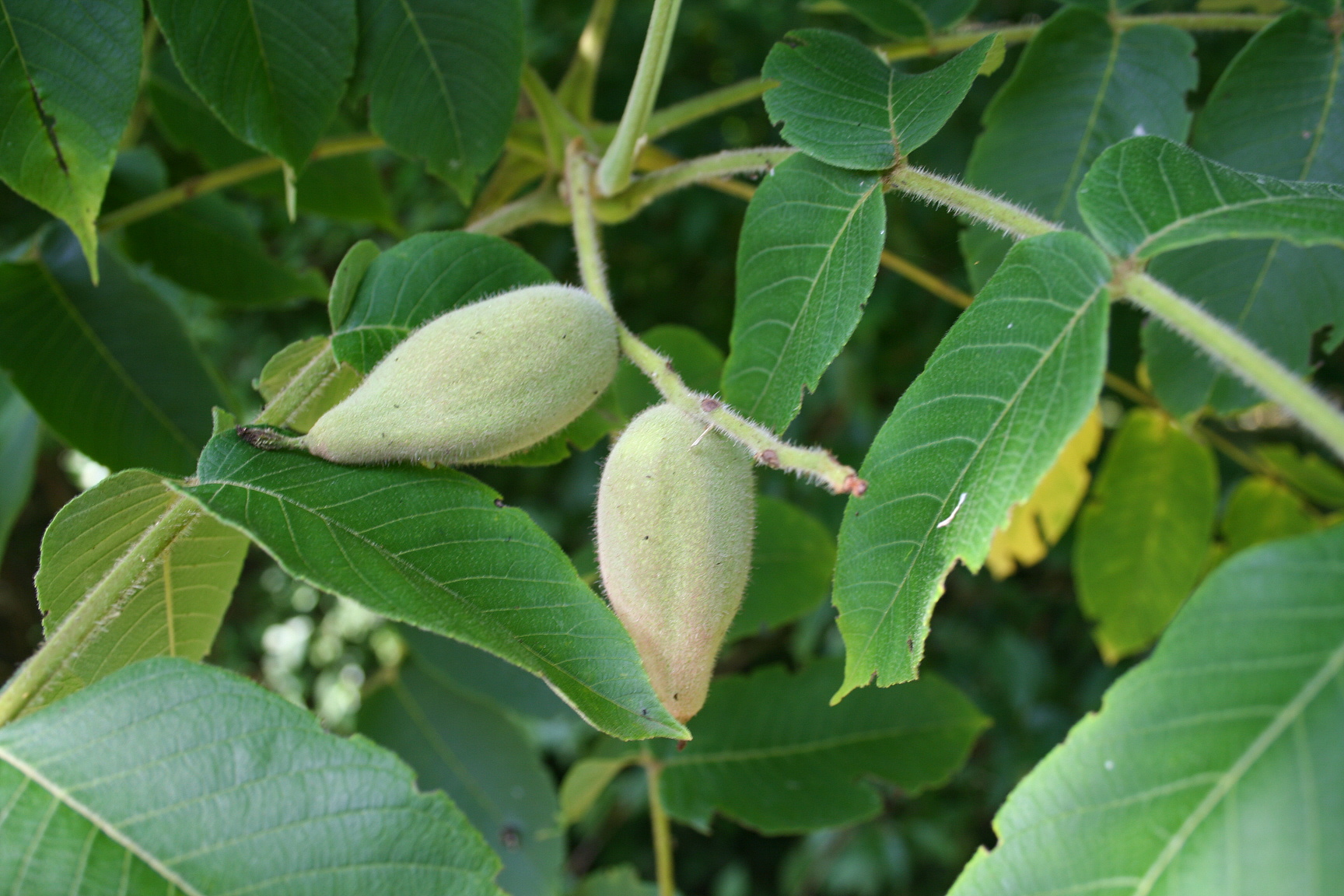
胡桃楸

- 胡桃楸胡桃楸 Juglans mandshurica
- 小果胡桃 Juglans microcarpa

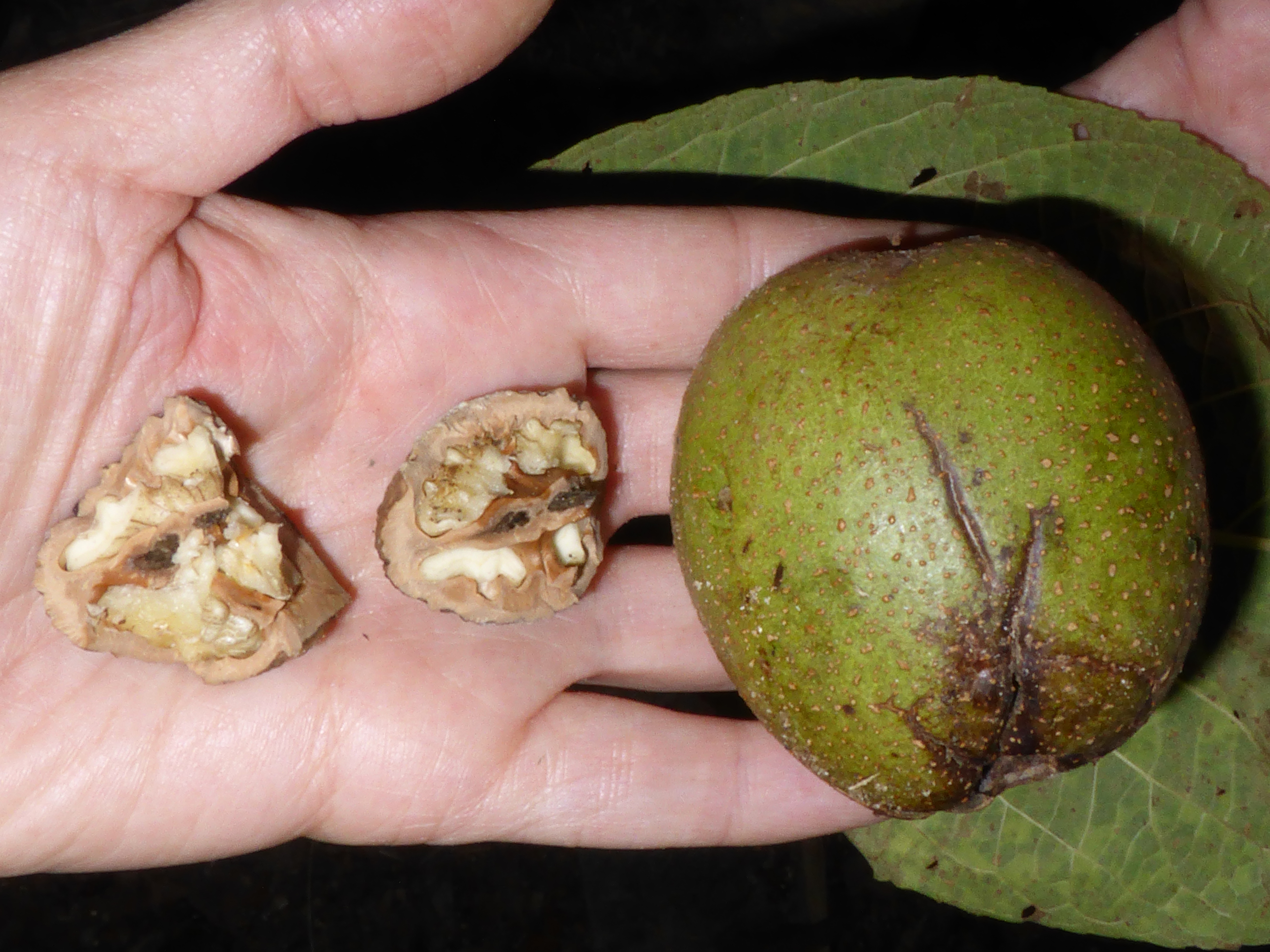
泡核桃

- 黑胡桃 Juglans nigra
- 胡桃 Juglans regia
- 泡核桃泡核桃 Juglans sigillata

杂交种
- Juglans × intermedia

## 用途

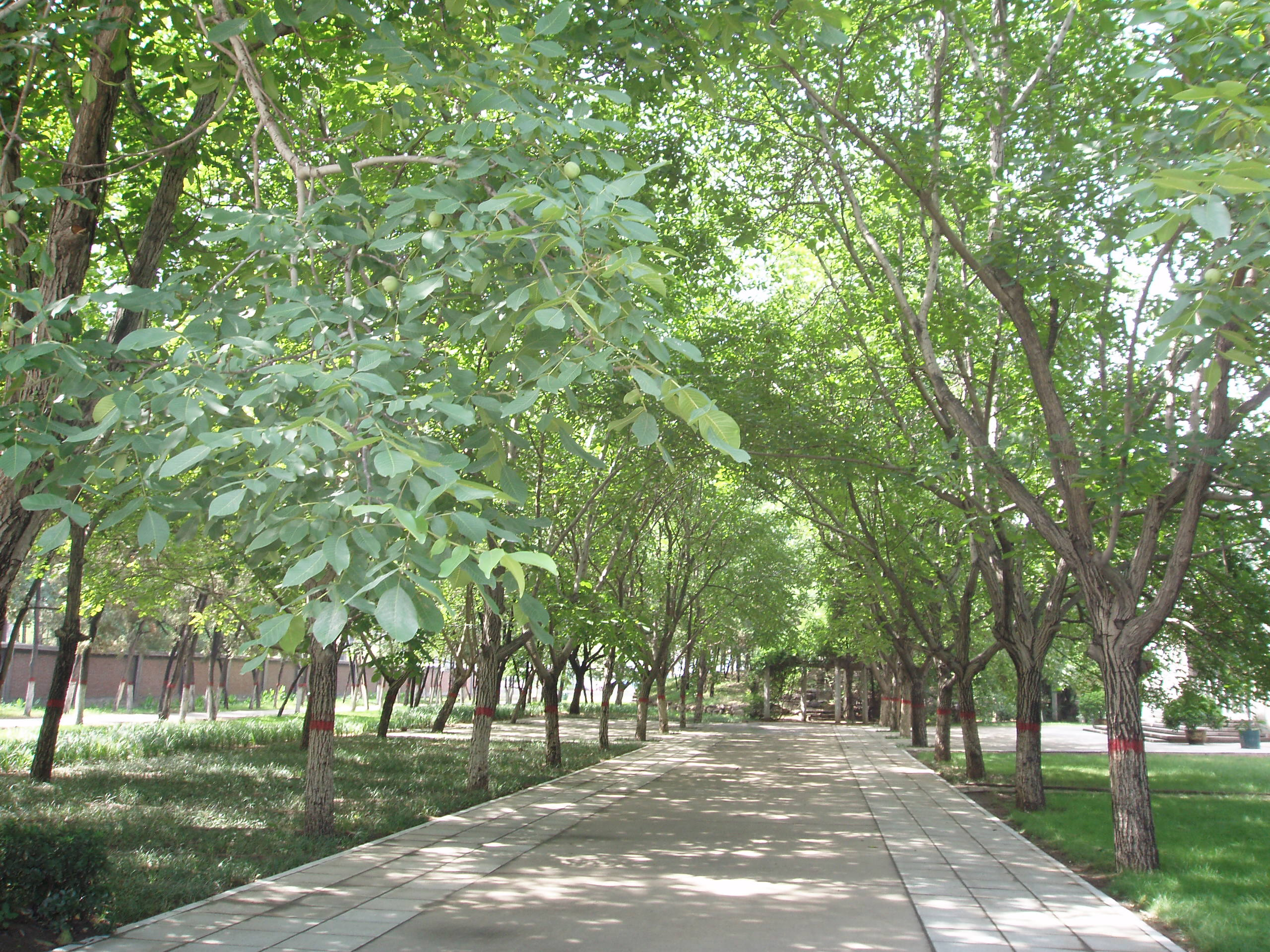
胡桃树

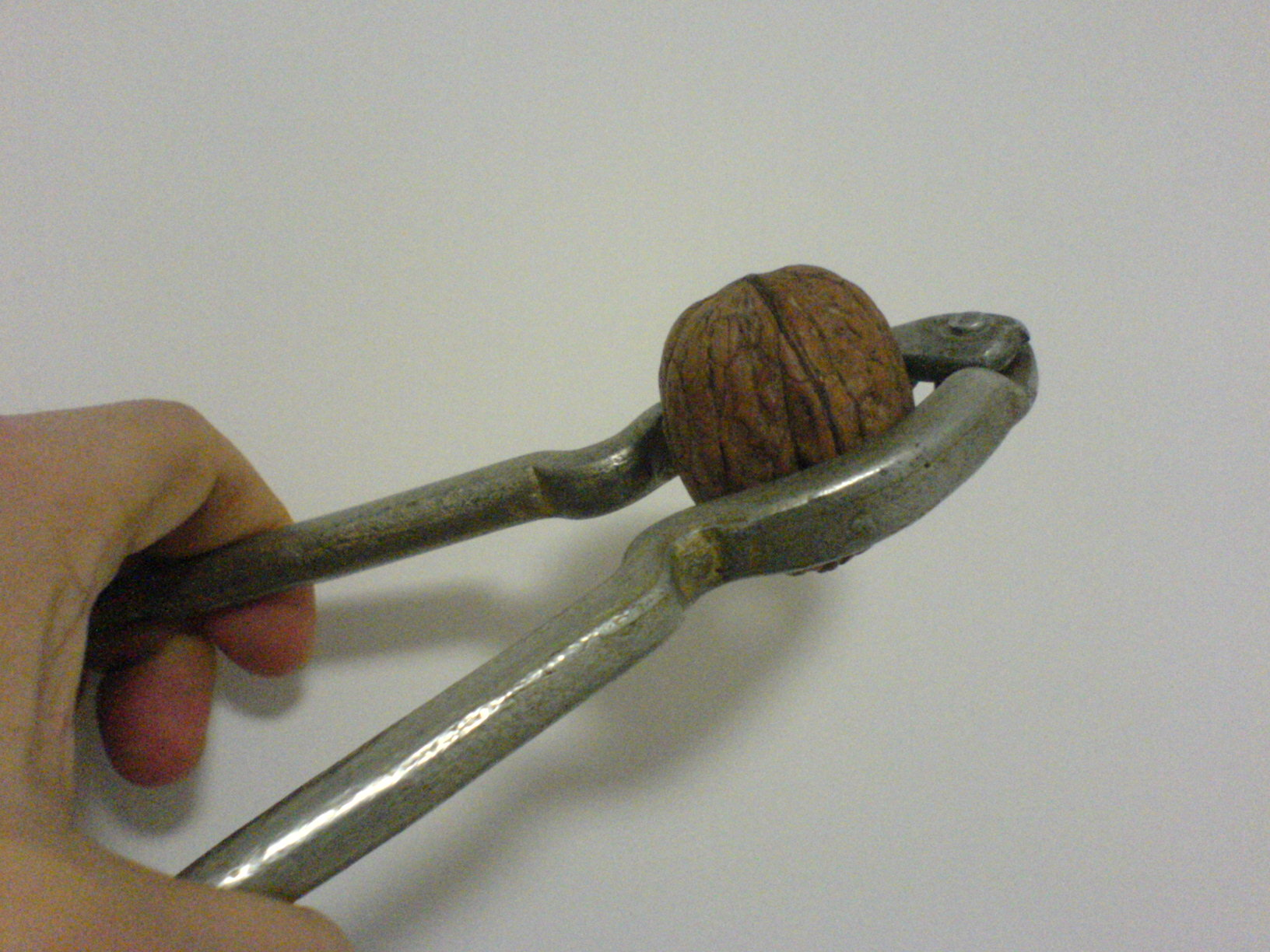
使用核桃鉗剝核桃之工具——胡桃夹子

坚果內的子叶肉质多油，可生食，制造糕点，也可用来榨油。英國一項研究報告建議，以核桃入菜，作為正餐更營養。研究指出，如果能當成正餐菜餚食用，每餐吃2~3粒核桃，可涼拌、炒菜、煮粥或做成餡料，既能補充營養，也能確保攝取到核桃健腦、降血脂、平衡膽固醇、保護心臟等好處。核桃油无色，挥发速度不快也不慢，是油画用来稀释颜料的最好溶剂。最常見的品種為普通胡桃。

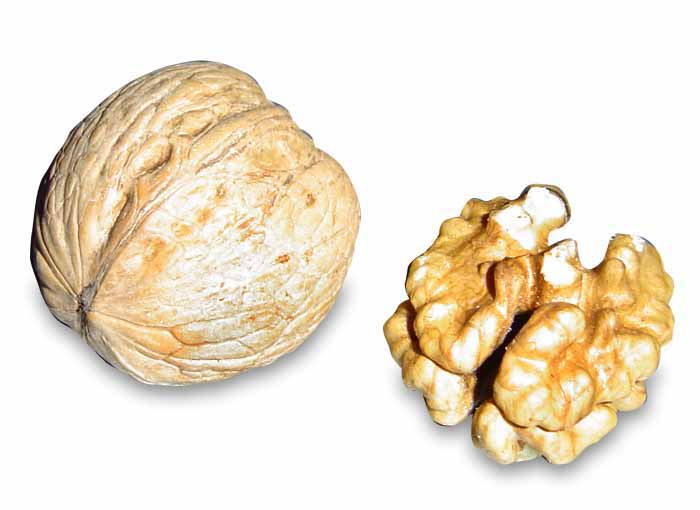
普通胡桃坚果，圖右為子葉，其溝紋為果皮向內延伸造成。

核桃木材质细致不开裂，是制造枪托的最佳木材，也可用于雕刻或做為高價汽車內裝飾板，其坚果皮可以制造活性炭。
李时珍《本草纲目》曰：甘，平、溫，無毒。
| 核桃（含壳）产量前五名（2014年，吨） | 核桃（含壳）产量前五名（2014年，吨） |
| ------------------------------------ | ------------------------------------ |
| 中國                                 | 1,602,373                            |
| 美国                                 | 518,002                              |
| 伊朗                                 | 445,829                              |
| 土耳其                               | 180,807                              |
| 墨西哥                               | 125,758                              |
| 世界合计                             |                                      |
| [ 6 ] [ 7 ]                          |                                      |

## 外部連結
- 胡桃 Hutao （页面存档备份，存于） 藥用植物圖像數據庫 (香港浸會大學中醫藥學院) （中文）（英文）
- 核桃仁 中藥材圖像數據庫  (香港浸會大學中醫藥學院) （中文）（英文）
- .  21. 中国科学院植物研究所: 030. 1979 –iPlant 植物智植物物种信息系统 （中文（中国大陆））.